# Tatsunori Arai
Tatsunori Arai (født 22. december 1983) er en tidligere japansk fodboldspiller.
Han har spillet for flere forskellige klubber i sin karriere, herunder Consadole Sapporo og Sagan Tosu.